# Premi César 2024
La cerimonia di premiazione della 49ª edizione dei Premi César si è tenuta il 23 febbraio 2024 presso il Teatro Olympia di Parigi.
Le candidature, riferite ad opere di produzione francese distribuite nel 2023, sono state annunciate il 24 gennaio 2024. Il film più candidato è stato The Animal Kingdom, con 12 candidature, mentre quello più premiato è stato Anatomia di una caduta con sei statuette, tra cui quella per il miglior film.

## Vincitori e candidati
I vincitori sono indicati in grassetto, a seguire gli altri candidati:

### Miglior film
- Anatomia di una caduta (Anatomie d'une chute), regia di Justine Triet
  - The Animal Kingdom (Le Règne animal), regia di Thomas Cailley
  - Il caso Goldman (Le Procès Goldman), regia di Cédric Kahn
  - Chien de la casse, regia di Jean-Baptiste Durand
  - Je verrai toujours vos visages, regia di Jeanne Herry

### Miglior regista
- Justine Triet - Anatomia di una caduta (Anatomie d'une chute)
  - Catherine Breillat - Ancora un'estate (L'Été dernier)
  - Thomas Cailley - The Animal Kingdom (Le Règne animal)
  - Jeanne Herry - Je verrai toujours vos visages
  - Cédric Kahn - Il caso Goldman (Le Procès Goldman)

### Miglior attore
- Arieh Worthalter - Il caso Goldman (Le Procès Goldman)
  - Romain Duris - The Animal Kingdom (Le Règne animal)
  - Benjamin Lavernhe - L'Abbé Pierre: Une vie de combats
  - Melvil Poupaud - Il coraggio di Blanche (L'Amour et les Forêts)
  - Raphaël Quenard - Yannick - La rivincita dello spettatore (Yannick)

### Miglior attrice
- Sandra Hüller - Anatomia di una caduta (Anatomie d'une chute)
  - Marion Cotillard - Little Girl Blue
  - Léa Drucker - Ancora un'estate (L'Été dernier)
  - Virginie Efira - Il coraggio di Blanche (L'Amour et les Forêts)
  - Hafsia Herzi - Le Ravissement - Rapita (Le Ravissement)

### Migliore attore non protagonista
- Swann Arlaud - Anatomia di una caduta (Anatomie d'une chute)
  - Anthony Bajon - Chien de la casse
  - Arthur Harari - Il caso Goldman (Le Procès Goldman)
  - Pio Marmaï - Yannick - La rivincita dello spettatore (Yannick)
  - Antoine Reinartz - Anatomia di una caduta (Anatomie d'une chute)

### Migliore attrice non protagonista
- Adèle Exarchopoulos - Je verrai toujours vos visages
  - Leïla Bekhti - Je verrai toujours vos visages
  - Galatea Bellugi - Chien de la casse
  - Élodie Bouchez - Je verrai toujours vos visages
  - Miou-Miou - Je verrai toujours vos visages

### Migliore promessa maschile
- Raphaël Quenard - Chien de la casse
  - Julien Frison - Il teorema di Margherita (Le Théorème de Marguerite)
  - Paul Kircher - The Animal Kingdom (Le Règne animal)
  - Samuel Kircher - Ancora un'estate (L'Été dernier)
  - Milo Machado-Graner - Anatomia di una caduta (Anatomie d'une chute)

### Migliore promessa femminile
- Ella Rumpf - Il teorema di Margherita (Le Théorème de Marguerite)
  - Céleste Brunnquell - La Fille de son père
  - Kim Higelin - Le Consentement
  - Suzanne Jouannet - La Voie royale
  - Rebecca Marder - De grandes espérances

### Migliore sceneggiatura originale
- Justine Triet ed Arthur Harari - Anatomia di una caduta (Anatomie d'une chute)
  - Thomas Cailley e Pauline Munier - The Animal Kingdom (Le Règne animal)
  - Jean-Baptiste Durand - Chien de la casse
  - Jeanne Herry - Je verrai toujours vos visages
  - Cédric Kahn e Nathalie Hertzberg - Il caso Goldman (Le Procès Goldman)

### Migliore adattamento
- Valérie Donzelli ed Audrey Diwan - Il coraggio di Blanche (L'Amour et les Forêts)
  - Catherine Breillat - Ancora un'estate (L'Été dernier)
  - Vanessa Filho - Le Consentement

### Migliore fotografia
- David Cailley - The Animal Kingdom (Le Règne animal)
  - Simon Beaufils - Anatomia di una caduta (Anatomie d'une chute)
  - Nicolas Bolduc - I tre moschettieri - D'Artagnan (Les Trois Mousquetaires: D'Artagnan) e I tre moschettieri - Milady (Les Trois Mousquetaires: Milady)
  - Patrick Ghiringhelli - Il caso Goldman (Le Procès Goldman)
  - Jonathan Ricquebourg - Il gusto delle cose (La Passion de Dodin Bouffant)

### Miglior montaggio
- Laurent Sénéchal - Anatomia di una caduta (Anatomie d'une chute)
  - Francis Vesin - Je verrai toujours vos visages
  - Lilian Corbeille - The Animal Kingdom (Le Règne animal)
  - Yann Dedet - Il caso Goldman (Le Procès Goldman)
  - Valérie Loiseleux - Little Girl Blue

### Migliore musica
- Andrea Laszlo De Simone - The Animal Kingdom (Le Règne animal)
  - Delphine Malausséna - Chien de la casse
  - Guillaume Roussel - I tre moschettieri - D'Artagnan (Les Trois Mousquetaires: D'Artagnan) e I tre moschettieri - Milady (Les Trois Mousquetaires: Milady)
  - Vitalic - Disco Boy
  - Gabriel Yared - Il coraggio di Blanche (L'Amour et les Forêts)

### Migliore scenografia
- Stéphane Taillasson - I tre moschettieri - D'Artagnan (Les Trois Mousquetaires: D'Artagnan) e I tre moschettieri - Milady (Les Trois Mousquetaires: Milady)
  - Toma Baquéni - Il gusto delle cose (La Passion de Dodin Bouffant)
  - Emmanuelle Duplay - Anatomia di una caduta (Anatomie d'une chute)
  - Julia Lemaire - The Animal Kingdom (Le Règne animal)
  - Angelo Zamparutti - Jeanne du Barry - La favorita del re (Jeanne du Barry)

### Migliori costumi
- Ariane Daurat - The Animal Kingdom (Le Règne animal)
  - Pascaline Chavanne - Mon Crime - La colpevole sono io (Mon Crime)
  - Jürgen Doering - Jeanne du Barry - La favorita del re (Jeanne du Barry)
  - Thierry Delettre - I tre moschettieri - D'Artagnan (Les Trois Mousquetaires: D'Artagnan) e I tre moschettieri - Milady (Les Trois Mousquetaires: Milady)
  - Trần Nữ Yên Khê - Il gusto delle cose (La Passion de Dodin Bouffant)

### Migliori effetti visivi
- Cyrille Bonjean, Bruno Sommier e Jean-Louis Autret - The Animal Kingdom (Le Règne animal)
  - Olivier Cauwet - I tre moschettieri - D'Artagnan (Les Trois Mousquetaires: D'Artagnan) e I tre moschettieri - Milady (Les Trois Mousquetaires: Milady)
  - Thomas Duval - Acide
  - Léo Ewald - Vermines
  - Lise Fischer e Cédric Fayolle - La Montagne

### Miglior sonoro
- Fabrice Osinski, Raphaël Sohier, Matthieu Fichet e Niels Barletta - The Animal Kingdom (Le Règne animal)
  - Julien Sicart, Fanny Martin, Jeanne Delplancq ed Olivier Goinard - Anatomia di una caduta (Anatomie d'une chute)
  - Erwann Kerzanet, Sylvain Malbrant ed Olivier Guillaume - Il caso Goldman (Le Procès Goldman)
  - Rémi Daru, Guadalupe Cassius, Loïc Prian e Marc Doisne - Je verrai toujours vos visages
  - David Rit, Gwennolé Le Borgne, Olivier Touche, Cyril Holtz e Niels Barletta - I tre moschettieri - D'Artagnan (Les Trois Mousquetaires: D'Artagnan) e I tre moschettieri - Milady (Les Trois Mousquetaires: Milady)

### Miglior film straniero
- La natura dell'amore (Simple comme Sylvain), regia di Monia Chokri • Canada, Francia
  - Foglie al vento (Kuolleet lehdet), regia di Aki Kaurismäki • Finlandia
  - Oppenheimer, regia di Christopher Nolan • Stati Uniti d'America, Regno Unito
  - Perfect Days, regia di Wim Wenders • Germania, Giappone
  - Rapito, regia di Marco Bellocchio • Italia, Francia, Germania

### Migliore opera prima
- Chien de la casse, regia di Jean-Baptiste Durand
  - La moglie del presidente (Bernadette), regia di Léa Domenach
  - Le Ravissement - Rapita (Le Ravissement), regia di Iris Kaltenbäck
  - Vermines, regia di Sébastien Vaniček
  - Vincent deve morire (Vincent doit mourir), regia di Stéphan Castang

### Miglior documentario
- Quattro figlie (Les Filles d'Olfa), regia di Kaouther Ben Hania
  - Atlantic Bar, regia di Fanny Molins
  - Little Girl Blue, regia di Mona Achache
  - Notre Corps, regia di Claire Simon
  - Sull'Adamant - Dove l'impossibile diventa possibile (Sur l'Adamant), regia di Nicolas Philibert

### Miglior film d'animazione
- Linda e il pollo (Linda veut du poulet!), regia di Chiara Malta e Sébastien Laudenbach
  - Manodopera (Interdit aux chiens et aux italiens), regia di Alain Ughetto
  - Mars Express, regia di Jérémie Périn

### Migliore cortometraggio di fiction
- L'Attente, regia di Alice Douard
  - Bolero, regia di Nans Laborde-Jourdàa
  - Rapide, regia di Paul Rigoux
  - Les Silencieux, regia di Basile Vuillemin

### Migliore cortometraggio d'animazione
- Été 96, regia di Mathilde Bédouet
  - Drôles d'oiseaux, regia di Charlie Belin
  - La Forêt de Mademoiselle Tang, regia di Denis Do

### Migliore cortometraggio documentario
- La Mécanique des fluides, regia di Gala Hernández López
  - L'Acteur, ou la Surprenante Vertu de l'incompréhension, regia di Hugo David e Raphaël Quenard
  - L'Effet de mis rides, regia di Claude Delafosse

### Premio César onorario
- Agnès Jaoui
- Christopher Nolan